# Punx'n'Skins
Punx'n'Skins – minialbum wydany przez anarchopunkowy zespół Oi Polloi ze Szkocji. Materiał został wydany przez Fight 45 Records w  1996 roku.

## Lista utworów
1. Punx 'n' Skins
2. Stop Vivisection Now
3. Boot Down The Door
4. No Filthy Nuclear Power